# Kato Newrokopi (gmina)
Kato Newrokopi (gr. Δήμος Κάτω Νευροκοπίου, Dimos Kato Newrokopiu) – gmina w Grecji, w administracji zdecentralizowanej Macedonia-Tracja, w regionie Macedonia Wschodnia i Tracja, w jednostce regionalnej Drama. W 2011 roku liczyła 7860 mieszkańców. Siedzibą gminy jest Kato Newrokopi. W Grecji znana jako najchłodniejsza gmina kraju.